# Leptotyphlopinae
Leptotyphlopinae – podrodzina węży z rodziny węży nitkowatych (Leptotyphlopidae).

## Zasięg występowania
Podrodzina obejmuje gatunki występujące w Afryce i Azji (od Bliskiego Wschodu po północno-zachodnie Indie).

## Podział systematyczny
Do podrodziny należą następujące rodzaje:
- Epacrophis
- Leptotyphlops
- Myriopholis
- Namibiana